# Эсрейндж

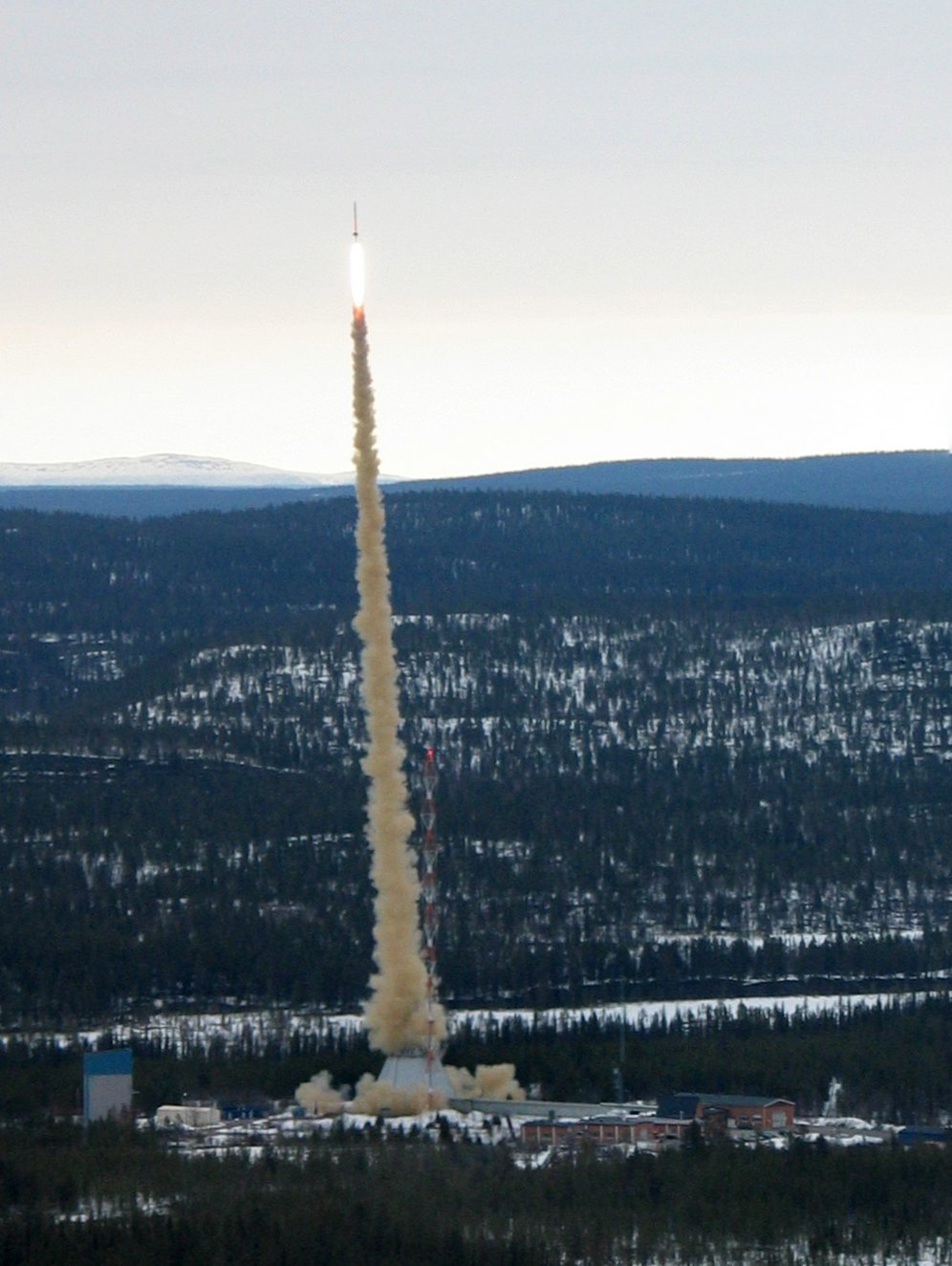
Запуск ракеты Skylark 2 мая 2005.

Эсрейндж (англ. Esrange), Кируна — ракетный полигон Швеции. Расположен в лене Норрботтен к востоку от Кируны, на широте около 68° с. ш., в шведском Заполярье. Был основан в 1966 году.
Изначально слово Esrange писалось как ESRANGE и расшифровывалось как ESRO Sounding Rocket Launching Range. Также есть вариант European Space and Sounding Rocket Range, and European Space Range.
Запускаются ракеты TEXUS, Mini-TEXUS, Rexus, Maser, Maxus.